# بخش مرکزی شهرستان کلاله
بخش مرکزی شهرستان کلاله یکی از بخش‌های شهرستان کلاله در استان گلستان ایران است.

## تقسیمات کشوری
- بخش مرکزی شهرستان کلاله
  - دهستان آق سو
  - دهستان تمران
  - دهستان زاوکوه
  - دهستان کنگور

شهر: کلاله

## جمعیت
بنابر سرشماری مرکز آمار ایران، جمعیت بخش مرکزی شهرستان کلاله در سال ۱۳۸۵ برابر با ۱۰۵۰۱۳ نفر بوده‌است.